# R-36M
Die R-36M (NATO-Codename SS-18 Satan) ist eine ballistische Interkontinentalrakete aus sowjetischer Produktion. Der GRAU-Index lautet 15A14, die herstellerinterne Bezeichnung wird mit R-36M „Wojewoda“ angegeben. Der Systemindex der russischen Streitkräfte lautet RS-20.

## Entwicklung
Die R-36M entstand als Nachfolgesystem der R-36 (SS-9 Scarp). Das neue System wurde seit 1976 von den Strategischen Raketentruppen in Dienst gestellt und war zur Bekämpfung von verbunkerten Zielen wie Raketensilos konzipiert. Die SS-18 war die größte während des Kalten Krieges gebaute und in Dienst gestellte Interkontinentalrakete. Mit ihr lassen sich sämtliche strategischen Ziele wie gehärtete Raketensilos und unterirdische Kommandobunker bekämpfen.
Die R-36M wurde immer wieder der aktuellen Bedrohungslage angepasst. So entstanden die folgenden Varianten:
- RS-20A SS-18 (Satan mod 1) mit einem Multimegatonnen-Sprengkopf und einer Reichweite von 11.200 km
- RS-20A1 SS-18 (Satan mod 2) mit acht MIRV-Sprengköpfen und einer Reichweite von 10.200 km
- RS-20A2 Wojewoda (SS-18 Satan mod 3) mit acht MIRV-Sprengköpfen und einer Reichweite von 16.000 km
- RS-20B SS-18 (Satan mod 4/5) mit zehn MIRV-Sprengköpfen oder 1 × 20 MT und einer Reichweite von 11.000 km
- RS-20V Ikar (SS-18 Satan mod 6) mit zehn MIRV-Sprengköpfen und einer Reichweite von 11.000 km

Nicht realisierte Varianten
- Version RS-20A-1 mit 38 MIRV-Sprengköpfen mit einer Sprengkraft zu je 250 kT
- Version RS-20A-2 mit 24 MIRV-Sprengköpfen mit einer Sprengkraft zu je 500 kT
- Version RS-20S-3 mit 17 MIRV-Sprengköpfen mit einer Sprengkraft zu je 1000 kT

Weitere Projekte
- Projekt RS-20A2-12 mit 28 MARV-Sprengköpfen mit einer Sprengkraft zu je 250 kT
- Projekt RS-20B-14 mit 19 MARV-Sprengköpfen mit einer Sprengkraft zu je 500 kT

Zivile Version
- Ausgemusterte R-36MUTTCh (SS-18 mod 4) werden von der russisch-ukrainischen Firma ISC Kosmotras als Dnepr-Trägerrakete gestartet.

Neben den Nukleargefechtsköpfen konnte die R-36M auch mit einem Gefechtskopf mit chemischem Kampfstoff bestückt werden. Dieser 9-A-740-Gefechtskopf (russisch ПАС-2000С , PAS-2000S) war mit 1895,6 kg verdicktem VX (russische Bezeichnung VR-33) beladen. Für die R-36M standen insgesamt 113 dieser Gefechtsköpfe bereit. In den 1980er-Jahren arbeitete man auch an einer Variante, die mit zehn MIRV-Sprengköpfen mit Milzbranderregern bestückt war.

## Technik
Die R-36M sollte zusammen mit den zeitgleich entwickelten UR-100N und MR UR-100 die sowjetischen ICBM der zweiten Generation ersetzen. Diese neue Raketengeneration sollte dabei erstmals mit MIRV ausgestattet werden, treffgenauer sein und in besonders gehärteten Silos stationiert werden. Die R-36M sollte dabei in der Rolle der schweren ICBM die Nachfolge der R-36 antreten.
Die R-36M wurde wie schon die R-36 von Jangels OKB-586 (heute KB Juschnoje) in Dnipropetrowsk entworfen. Da sie die Raketensilos der R-36 nutzen sollte, glichen Abmessungen und genereller Aufbau der neuen R-36M weitgehend der alten Rakete. Wie ihr Vorgängermodell wurde die R-36M als zweistufige Rakete entworfen, die UDMH als Treibstoff und NTO als Oxidator in beiden Stufen nutzte. Die R-36M erhielt jedoch eine größere Zweitstufe, die wie die erste Stufe einen durchgängigen Durchmesser von 3,0 m aufwies.
Erstmals bei einer Flüssigtreibstoffrakete erfolgte die Druckbeaufschlagung der Tanks durch „kontrolliertes Feuer“. Dabei wurden kleine Mengen Oxidator in den Treibstofftank und umgekehrt eingespritzt. Die gasförmigen Produkte der hypergolen Reaktionen erzeugten den nötigen Druck in den Tanks und es konnten somit extra Tanks für Druckgase eingespart werden. Weiterhin wurden im Vergleich zu R-36 neue Leichtbautechniken eingeführt, um die Leermasse der Rakete weiter zu senken.
Die R-36M erhielt in der ersten Stufe neue Triebwerke von OKB-456 (heute NPO Energomasch). Die vier Hauptstromtriebwerke vom Typ RD-0263 wurden zusammengefasst als RD-0264 bezeichnet und lieferten zusammen 4163/4520 kN Schub mit einem spezifischen Impuls von 2874/3120 s (Meereshöhe / Vakuum). Die Triebwerke der zweiten Stufe wurden von OKB-154 (Kosberg) in Woronesch entwickelt. Diese Stufe wurde von einem Hauptstromtriebwerk RD-0229 und vier Nebenstrom-Veniertriebwerken RD-0230, zusammengefasst als RD-0228 bezeichnet, angetrieben.
Durch diese Maßnahmen erhöhte sich die Nutzlast der R-36M auf 8,8 t gegenüber den maximal 5,8 t der R-36. Das Startgewicht der R-36M erhöhte sich gegenüber jenem der R-36 von 183,9 t auf 209,6 t und die Treibstoffmasse erhöhte sich von 166,2 t auf 188,0 t.
Die Steuerung der R-36M erfolgt mit einem Trägheitsnavigationssystem. Die Basisvariante der R-36M wurde mit drei verschiedenen Sprengkopfoptionen stationiert, zwei Varianten mit MIRV-Sektion und acht bzw. zehn Sprengköpfen oder einer Einzelsprengkopfvariante. Bei den MIRV-Varianten saßen die Sprengköpfe in Paaren um ein zentrales Post-Boost-Vehicle (PBV) und wurden nicht durch eine Verkleidung bedeckt. Der erreichte Streukreisradius (englisch: Circular Error Probable, CEP) der R-36M-Basisvariante lag bei 700 m.
Nach der erfolgreichen Einführung der Basisvariante der R-36M begannen in den 1970er-Jahren im Rahmen des Programmes zur Verbesserungen der taktischen Leistungsfähigkeit Entwicklungsarbeiten an einer verbesserten Variante mit erhöhter Treffgenauigkeit. Ähnliche Entwicklungsprogramme wurden zeitgleich auch für die UR-100N und MR-UR-100 durchgeführt.
Die so neu entwickelte R-36MUTTH unterschied sich von der Basisvariante im Wesentlichen durch ein neues Post-Boost-Vehicle. Die neue Variante trug zehn Sprengköpfe mit je 0,5 MT Sprengkraft. Es wurde aber auch eine Einzelsprengkopfvariante (20 MT) entwickelt und stationiert. Der CEP der R-36MUUTH lag bei 370 m.
Die letzte Entwicklungsstufe der R-36M wurde mit der R-36M2 erreicht. Diese erhielt in allen Stufen schubstärkere Triebwerke. Das RD-0274 (bestehend aus vier RD-0273) löste das RD-0264 in der ersten Stufe ab und das RD-0255, bestehend aus einem RD-0256-Haupttriebwerk und vier RD-0257-Veniertriebwerken, ersetzte das RD-0228. Ähnlich wie bei sowjetischen SLBM wurde der Antrieb der zweiten Stufe in deren Treibstofftank versenkt, um das Tankvolumen zu erhöhen. Die R-36M2 erhielt ebenfalls zwei neue Sprengkopfoptionen mit zehn Sprengköpfen zu je 0,8 MT Sprengkraft oder einem einzelnen Sprengkopf mit 8,3 MT Sprengkraft. Der erreichte CEP lag dabei bei 220 m. Es wurde auch ein Sprengkopf mit Endanflugkontrolle entwickelt, mit dem eine CEP von weniger als 100 m erreichbar war. Jedoch wurden keine Raketen mit diesem Sprengkopf stationiert.
Da für die R-36M die vorhandenen Silos der R-36-Raketen genutzt werden sollten, gab es bei der Entwicklung der Raketen und der vorgesehenen Modernisierung der Silos Beschränkungen hinsichtlich des vorhandenen Silovolumens. Die R-36-Silos hatten eine Tiefe von 36 m und einen Durchmesser von 5,1 m. Mit den geplanten Maßnahmen zur Silohärtung waren diese damit zu klein für einen konventionellen heißen Start im Silo wie bei der R-36, bei dem die Rakete im Silo gezündet wird und die Abgase über Flammschächte aus dem Silo geleitet werden. Daher entschied man sich für die Kaltstart-Methode, bei der das Silovolumen besser genutzt werden konnte.
Beim erstmals bei der RT-2P angewandten Kaltstartverfahren wird die Rakete im Herstellerwerk in einen Glasfaserkanister eingebracht und dieser im Silo montiert. Anschließend wird die Rakete im Silo betankt und an die elektrischen Systeme angeschlossen. Am Boden des Kanisters unterhalb der Rakete befindet sich ein Kaltgasgenerator, der Schwarzpulver nutzt. Wird die Rakete gestartet, drücken die durch den Gasgenerator erzeugten Gase die Rakete aus dem Kanister und aus dem Silo. Hat die Rakete das Silo verlassen, wird eine Schutzverkleidung über den Haupttriebwerken abgestoßen und diese gezündet. Das Volumen der Silos konnte somit durch den Wegfall der Flammschächte für eine verbesserte Armierung genutzt werden. Die Silohärtung unterschied sich dabei von Basis zu Basis und wurde im Laufe der Jahre immer weiter verbessert. Im Jahr 1979 befanden sich 30/104/174 Raketen in Silos mit einem Schutz vor 3/6/10 MPa Überdruck. 1985 lag die Silohärtung für 104/204 Raketen bei 6/10 MPa. Zum Vergleich erreichten die Silos für die R-36 in den 1960er-Jahren nur maximal 200 kPa Härtung, also dem zweifachen Atmosphärendruck.
Die einzelnen Silos für die R-36M wurden zu Raketenbrigaden von jeweils sechs oder zehn Silos zusammengefasst, die durch ein Startkontrollzentrum kontrolliert wurden. Das Kontrollzentrum hatte Form und Abmessungen eines R-36M-Startkanisters und konnte so in speziellen Silos mit entsprechenden Anschlüssen installiert werden. In regelmäßigen Zeitabständen wurde das Kontrollzentrum in ein anderes Silo verlegt, um dessen Standort zu verschleiern. Mehrere solcher Raketenbrigaden bildeten eine Raketendivision, die maximal 64 Silos umfasste. Die einzelnen Raketen einer Division konnten im Bedarfsfall auch von einem zentralen Kontrollzentrum der Division gestartet werden. Weiterhin verfügte jede Division über Wartungstandorte für Raketen und Sprengköpfe.
Die R-36M-Raketen wurden auch in das Perimetr-System integriert, das die Zweitschlagfähigkeit der Sowjetunion im Falle eines Enthauptungsschlages sicherstellen sollte. In diesem Fall konnten die R-36M durch die Übermittlung von Startcodes durch Signalraketen (modifizierte MR-UR-100) ohne Eingriff der lokalen Kommandoposten gestartet werden.

## Status

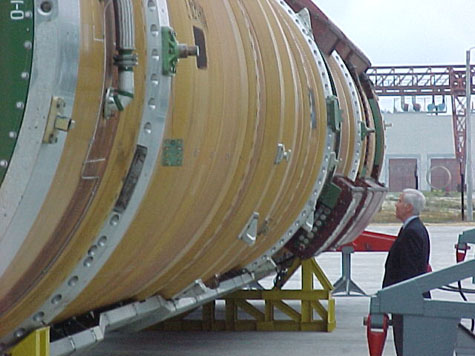
US-Senator Richard Lugar inspiziert die Demilitarisierung einer R-36M-Interkontinentalrakete

Die R-36M in ihren verschiedenen Varianten bildete während der 1980er- und 1990er-Jahre das Rückgrat der sowjetischen / russischen Nuklearstreitkräfte. Die R-36MUTTH wurde im Jahr 2009 ausgemustert, sie wird jedoch noch als Trägerrakete Dnepr genutzt. Die bis zuletzt stationierten Raketen dieses Typs trugen einen einzelnen 20-MT-Sprengkopf. Die aktiven R-36M2 stammen aus den Jahren 1988 bis 1992 und tragen jeweils zehn 800-kT-Sprengköpfe.
Maximal waren 308 Raketen gleichzeitig in speziellen Silos stationiert. Es gab folgende R-36M-Basen:
- Aleisk (Region Altai/Westsibirien): 30 Silos, stillgelegt
- Derschawinsk (Gebiet Aqmola, Kasachstan): 52 Silos, stillgelegt
- Kartaly-6 (heute Lokomotiwny, Oblast Tscheljabinsk): 46 Silos, stillgelegt
- Komarowski (früher Dombarowski-3; bei Jasny, Oblast Orenburg): 46 Silos[9]
- Schangystobe (russisch Dschangis-Tobe, Ostkasachstan): 52 Silos, stillgelegt
- Solnetschny (früher Uschur-4; Region Krasnojarsk): 64 Silos, stillgelegt

Im Januar 2018 standen noch 46 R-36M2 in Dienst.
Diese sind in Komarowski stationiert. Zur Instandhaltung wurde 2006 ein Vertrag zwischen der Ukraine und Russland geschlossen, der 2008 von der Duma ratifiziert wurde. Der bisher letzte Start einer R-36 MUTTCh (Mod 4 als Dnepr) fand am 21. November 2013 von Yasni statt, eine R-36M2 (Mod 6) wurde zuletzt am 30. Oktober 2013 von Dombarowski im Rahmen einer großangelegten Alarmübung gestartet. Die Rakete sollte bis mindestens 2020 im Dienst der russischen Nuklearstreitkräfte bleiben, der Nachfolger RS-28 Sarmat sollte dann in Dienst stehen,  absolvierte jedoch seinen Erstflug erst im April 2022.

## Technische Daten
| System                       | R-36M                                                    | R-36M                                                    | R-36M                                                    | R-36MUTTH                                                | R-36MUTTH                                                | R-36M2                                                   |
| ---------------------------- | -------------------------------------------------------- | -------------------------------------------------------- | -------------------------------------------------------- | -------------------------------------------------------- | -------------------------------------------------------- | -------------------------------------------------------- |
| Vertragsindex                | RS-20A                                                   | RS-20A1                                                  | RS-20A2                                                  | RS-20B                                                   | RS-20B                                                   | RS-20V                                                   |
| GRAU-Index                   | 15A14                                                    | 15A14                                                    | 15A14                                                    | 15A18                                                    | 15A18                                                    | 15A18M                                                   |
| NATO-Code                    | SS-18 Satan mod 1                                        | SS-18 Satan mod 2                                        | SS-18 Satan mod 3                                        | SS-18 Satan mod 4                                        | SS-18 Satan mod 5                                        | SS-18 Satan mod 6                                        |
| Stationierung                | 1974–1983                                                | 1976–1980                                                | 1976–1986                                                | 1979–2005                                                | 1986–2009                                                | seit 1988                                                |
| maximale stationierte Anzahl | 148                                                      | 10                                                       | 30                                                       | 278                                                      | 30                                                       | 58                                                       |
| Antrieb                      | 2 Stufen Flüssigtreibstoff plus PBV (Post Boost Vehicle) | 2 Stufen Flüssigtreibstoff plus PBV (Post Boost Vehicle) | 2 Stufen Flüssigtreibstoff plus PBV (Post Boost Vehicle) | 2 Stufen Flüssigtreibstoff plus PBV (Post Boost Vehicle) | 2 Stufen Flüssigtreibstoff plus PBV (Post Boost Vehicle) | 2 Stufen Flüssigtreibstoff plus PBV (Post Boost Vehicle) |
| Länge                        | 32,6 m                                                   | 32,6 m                                                   | 32,6 m                                                   | 36,3 m                                                   | 36,3 m                                                   | 34,3 m                                                   |
| Rumpfdurchmesser             | 3,00 m                                                   | 3,00 m                                                   | 3,00 m                                                   | 3,00 m                                                   | 3,00 m                                                   | 3,00 m                                                   |
| Gewicht                      | 209.600 kg                                               | 209.600 kg                                               | 210.000 kg                                               | 211.100 kg                                               | 211.100 kg                                               | 211.100 kg                                               |
| Sprengkopfanzahl             | 8                                                        | 10                                                       | 1                                                        | 10                                                       | 1                                                        | 10                                                       |
| Sprengkraft                  | 4 × 1,0 MT + 4 × 0,45 MT                                 | 0,45 MT                                                  | 20 MT                                                    | 0,5 MT                                                   | 20 MT                                                    | 0,8 MT                                                   |
| Einsatzreichweite            | 11.200 km                                                | 10.200 km                                                | 16.000 km                                                | 11.000 km                                                | 16.000 km                                                | 11.000 km                                                |
| Treffgenauigkeit (CEP)       | 700 m                                                    | 700 m                                                    | 700 m                                                    | 370 m                                                    | 370 m                                                    | 220 m                                                    |